# دیگو بارتو
دیگو بارتو (انگلیسی: Diego Barreto؛ زادهٔ ۱۶ ژوئیهٔ ۱۹۸۱) یک بازیکن فوتبال اهل پاراگوئه است.
وی همچنین در تیم ملی فوتبال پاراگوئه بازی کرده‌است.